# Rudolf von Feistmantel

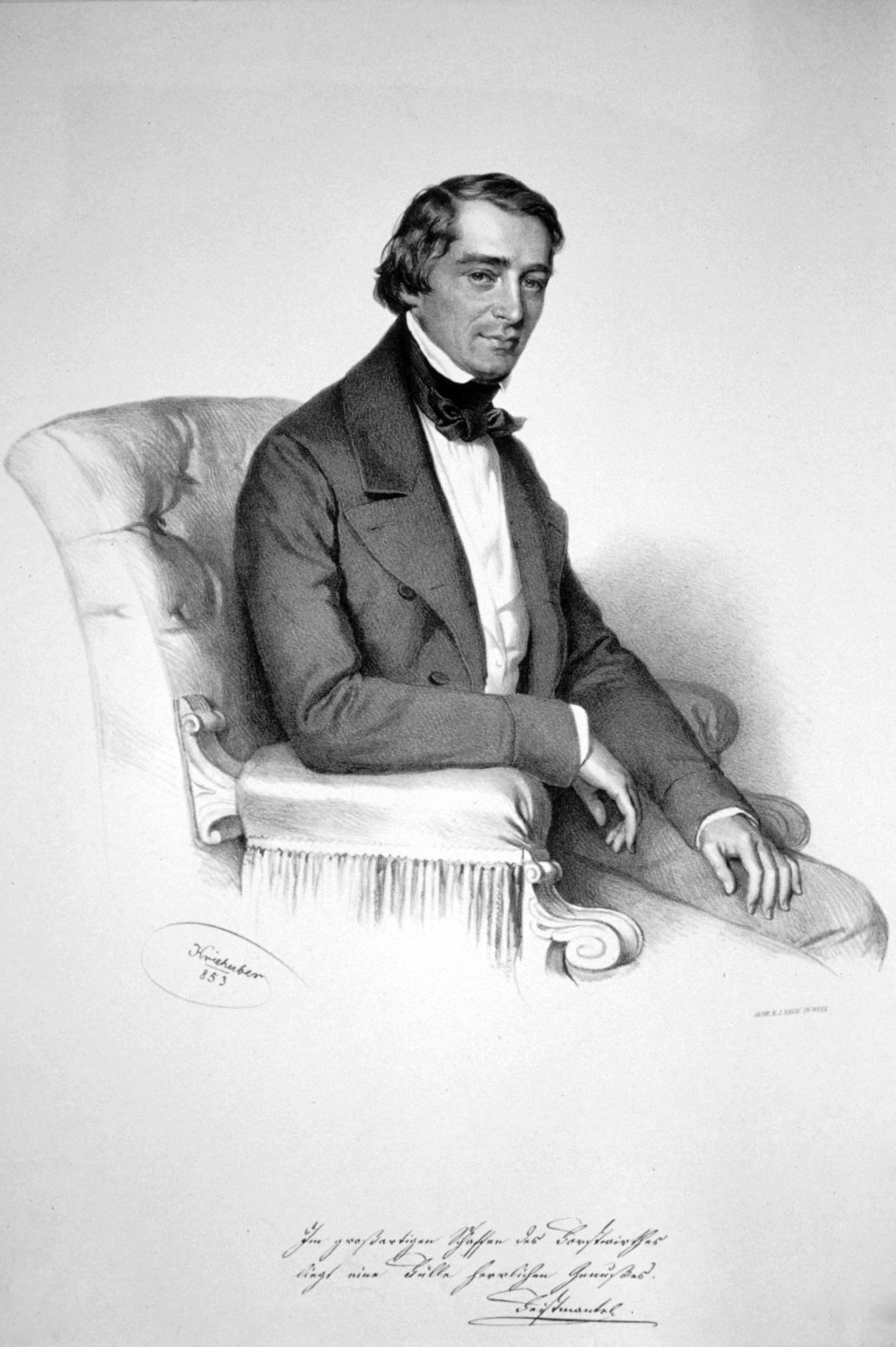
Rudolf Feistmantel, Lithographie von Josef Kriehuber, 1853

Rudolf Feistmantel, ab 1864 Ritter von Feistmantel, (* 22. Juli 1805 in Ottakring; † 7. Februar 1871 in Wien) war ein österreichischer Forstwissenschaftler.

## Leben
Rudolf Feistmantel studierte an der Universität Wien und wechselte 1825 für zwei Jahre an die k.k. Forstakademie Mariabrunn. Nach erfolgreichem Abschluss wurde Feistmantel dort als Privatdozent mit einem Lehrauftrag betraut.
1838 berief man Feistmantel als Professor der Forstwissenschaft an die Berg- und Forstakademie Schemnitz. 1847 wurde Feistmantel nach Wien an die Hofkammer für Münz- und Bergwesen versetzt und trotz der politischen Veränderungen 1848 zum Sektionsrat befördert. Ab 1851 gehörte Feistmantel im Rang eines Ministerialrats dem k.k. Finanzministerium an und leitete als solcher die Staatsforstverwaltung des gesamten Reiches. 1852 war Feistmantel maßgeblich an der Neufassung der österreichischen Forstgesetze beteiligt.
Durch die Verleihung des österreichisch-kaiserlichen Leopold-Ordens wurde er mit Dekret vom 24. November 1864 in den Ritterstand erhoben und trat 1869 in den Ruhestand.
Im Jahr 1897 wurde in Wien-Währing (18. Bezirk) die Feistmantelstraße nach ihm benannt.

## Schriften
- Die Forstwissenschaft nach ihrem ganzen Umfang, Wien 1835–37, 4 Bände.
- Allgemeine Waldbestandstafeln, Wien 1854; neu bearbeitet von Karl von Rokitansky 1877.
- Die politische Ökonomie mit Rücksicht auf das forstliche Bedürfnis, Wien 1856.
- Der Streit über die Bewirtschaftung des Wienerwaldes, Wien 1870.